# Началова, Юлия Викторовна
Ю́лия Ви́кторовна Нача́лова (полная фамилия — Нача́лова-Алдо́нина; 31 января 1981, Воронеж — 16 марта 2019, Москва) — советская и российская певица, актриса и телеведущая.

## Биография
Юлия Викторовна Началова родилась 31 января 1981 года в Воронеже. Её отец Виктор Васильевич Началов (род. 26 июня 1957) — композитор и аранжировщик, продюсер своей дочери; в 1983 году окончил Воронежский лесотехнический институт, с 1983 года по 1990 год — художественный руководитель ансамбля «Карусель» при Воронежской филармонии (в ансамбле было около 16 человек), автор песен из репертуара Началовой, Ирины Понаровской и других. Её мать Таисия Николаевна Началова (род. 20 сентября 1955) — профессиональный музыкант и певица, была солисткой того же ансамбля. Семья жила в Воронеже на бульваре Победы (в Северном жилом районе города).
С двух лет начала заниматься вокалом под руководством отца.
С пяти лет начала петь на профессиональной сцене — в 1986 году дебютировала на сцене Воронежской филармонии. Её репертуар, состоявший из композиций, написанных её отцом, предполагал джазовую манеру исполнения.
C 1 по 4 класс училась в школе № 43, с 5 по 6 класс — в гимназии № 2. Параллельно 3,5 года обучалась в музыкальной школе № 7 (сейчас детская школа искусств № 7).
В 1991—1992 годах участвовала в телеконкурсе «Утренняя звезда», одержала в нём победу. После победы в конкурсе семья Началовых переехала из Воронежа в Москву. Творческую деятельность приходилось совмещать с обучением. На «Утренней звезде» познакомилась с певицей Ириной Понаровской, с которой впоследствии Юлия ездила в туры.
В 1992 году была приглашена вести музыкальную детскую передачу «Там-там новости».
В 1995 году вышел первый альбом на студии «Союз» «Ах, школа, школа». В том же году завоевала Гран-при в международном вокальном конкурсе «Big Apple-95» в Нью-Йорке, победив, со слов Началовой, Кристину Агилеру.
В 1997 году вышел сингл «Герой не моего романа», ставший визитной карточкой певицы. Однако большинство радиостанций отказались от ротации этой песни, назвав её «слишком джазовой».
В 2000 году окончила эстрадно-джазовый факультет музыкального училища имени Гнесиных (курс В. Х. Хачатурова).
В 2001 году снялась в фильме «Герой её романа», в 2004 году — в фильме «Бомба для невесты» с Дмитрием Харатьяном.
В 2003 году участвовала в реалити-шоу «Последний герой» (4 сезон).
В 2004 году поступила на заочное отделение ГИТИСа.
В 2005 году снялась в новогоднем мюзикле «Три мушкетёра» в роли Констанции Бонасье, роль д’Артаньяна исполнил Владимир Зеленский.
В 2005 году выпустила альбом «Музыка любви», в 2006 году выпустила альбом «Давай поговорим о любви» и сборник «Разные песни о главном».
Была ведущей программы «Субботний вечер» вместе с Николаем Басковым, с 2005 по 2007 год и канала «Звезда».
В 2010 году в США записала новый англоязычный альбом «Wild Butterfly» («Дикая бабочка»). В диске одиннадцать песен, которые написала совместно с композитором и продюсером Уолтером Афанасьевым, с которым певица познакомилась благодаря Филиппу Киркорову.
20 октября 2012 года представила свою сольную концертную программу «Непридуманные истории. Бенефис» в ГЦКЗ «Россия».
В ноябре 2013 года вышло новое видео на песню «Буду рядом», которую написала совместно со своим отцом, композитором Виктором Началовым, автором многих её песен.
В декабре 2013 года выпустила альбом «Wild Butterfly» и четыре сингла с песнями с данного альбома, а также новыми версиями песен «А любовь» и «Герой не моего романа».
В феврале 2014 года приняла предложение от телеканала «Россия-1» об участии во втором сезоне музыкально-пародийного шоу «Один в один!». После шоу приняла участие в качестве наставника шоу «Наш выход».
В 2015 году выпустила новое видео, очередной совместный проект с композитором Уолтером Афанасьевым. Также вышел сингл на песню «Жди меня» на iTunes.
В 2015 году приступила к съёмкам в качестве телеведущей нового телешоу на телеканале СТС «Два голоса» вместе с Дмитрием Шепелевым.
В последние годы жизни Началова длительное время была не востребована. Её семья жила скромно. Она стала зарабатывать деньги на рекламе в инстаграме.
25 ноября 2017 года в канун Дня матери по заказу городской бюджетной организации «Московская дирекция массовых мероприятий» Началова выступила в концертном зале правительства Москвы. Как опубликовано на сайте госзакупок, Началова получила гонорар за это разовое выступление в размере 397 850 рублей.
В 2018 году Началова была лишена судом на полтора года водительских прав за отказ пройти медицинское освидетельствование на алкоголь в декабре 2017 года. Также ей назначили штраф в 30 тысяч рублей. Затем Началова сняла клип на песню «Я выбираю» и стала выступать на корпоративах.
В 2019 году последними съёмками Началовой на телевидении было участие в телеигре «Пятеро на одного» на канале «Россия-1», шоу «Ты супер!» на телеканале НТВ и финал «народного» сезона шоу «Один в один!» на канале «Россия-1», где певица была наставницей.

### Творческая манера
Особенностью вокального исполнения Началовой Сергей Лазарев считал «невероятно свободные, ненадуманные мелизмы, подвижный голос, потрясающий субтон», своеобразный песочный тембр и вибрато, отмечал её способность брать чрезвычайно высокие ноты. Критик Леопольд Покровский отмечал, что вокальные данные позволяли певице петь хороший джаз, но её творчество лишь намекало на это, не раскрывая талант в полной мере.

## Семья
Прадед Егор Началов был председателем колхоза.[значимость факта?]
Дед Василий Егорович Началов (1929 — 2016) — работал комбайнёром, в 1973 на комбайне СК-4 намолотил 10 тысяч 373 центнера зерна, стал победителем областного соцсоревнования, ему вручили почётную грамоту и золотые часы, на доску почёта поместили его фотографию, был Героем Социалистического Труда, был награждён Орденом Трудового Красного Знамени, играл на гармошке и на балалайке, участвовал в районном конкурсе «Играй, гармонь!», играл на свадьбах, мастерил русские народные музыкальные инструменты. Бабушка Анна Григорьевна Началова (1930 — 2011).
Отец Виктор Началов (род. 1957) — композитор и аранжировщик, был продюсером Юлии; в 1983 году окончил Воронежский лесотехнический институт, с 1983 года по 1990 год — художественный руководитель ансамбля «Карусель» при Воронежской филармонии (в ансамбле было около 16 человек), автор песен. Мать Таисия Николаевна Началова (род. 1955) была солисткой «Карусели».
Тётя по отцу Антонина Васильевна Владимирова — поэтесса, писала тексты и стихи для песен Началовой.

## Общественная позиция
Поддержала аннексию Крыма, выступала в ДНР и ЛНР. Была внесена в Миротворец.

## Личная жизнь
Первый брак с певцом и музыкантом Дмитрием Ланским (род. 1978) 20 января 2001 — 2004 год.
1 июня 2006 года вышла замуж за футболиста Евгения Алдонина (познакомилась в 2005). В декабре 2011 года супруги объявили об официальном разводе. Есть дочь Вера Алдонина (род. 1 декабря 2006), её крёстная мать — певица Лариса Долина, крёстный отец — футболист Ролан Гусев. После вступления в этот брак в документах Юлия носила двойную фамилию Началова-Алдонина.
С 2011 по 2016 годы состояла в отношениях с хоккеистом Александром Фроловым (род. 1982).
В сентябре 2018 года Началова представила нового избранника[уточнить] — судью Нижегородского областного суда Вячеслава Сергеевича Кудрю. За несколько лет до того Фролов выкупил часть 167-метровой квартиры в элитном жилом комплексе «Кутузовская Ривьера» у Началовой за 20 млн рублей, однако затем она попыталась признать сделку купли-продажи недействительной, а дело перевела из столичного суда в суд Нижнего Новгорода. В ответ Фролов подал против Началовой иск.

## Болезнь и смерть
В начале 2000-х годов Началова болела нервной анорексией. Она за полтора месяца сбросила 25 кг (стала весить 42 кг при росте 165 см).
В 2007 году она перенесла неудачную пластическую операцию по увеличению груди в Лос-Анджелесе (США) у известного врача. По её признанию, имплантаты не прижились и вызвали заражение крови и отказ почек.
В течение 8 лет она боролась с подагрой и системной красной волчанкой, а в течение последнего года (до госпитализации в 2019 году) — также и с сахарным диабетом 2-го типа. Началова проходила курсы лечения в разных странах, но специалисты пришли к выводу, что она уже не сможет победить подагру из-за несвоевременного обращения к врачам. В 2018 году Началова лечила подагру в медицинском центре лечения зависимостей «Можайка 10».
8 марта 2019 года Началова была госпитализирована в больницу на западе Москвы прямо с репетиции. 11 марта 2019 года она была госпитализирована в Боткинскую больницу в тяжёлом состоянии с осложнениями от подагры и красной волчанки, с высоким уровнем сахара в крови и начинающейся гангреной ноги, которая у неё развилась после незначительной травмы и самостоятельного применения лидокаина.
13 марта 2019 года СМИ сообщили, что Началова переведена на искусственную вентиляцию лёгких и введена в медикаментозный сон. Утром 16 марта 2019 года стало известно, что ей сделали операцию на ноге, однако в 18:20 наступила смерть от заражения крови и сердечной недостаточности. Юлии Началовой было 38 лет.
Она похоронена 21 марта на Троекуровском кладбище Москвы (участок № 17). Могила Началовой стала объектом поклонения.
Началова могла не умереть, если бы ей сделали вовремя ампутацию пальца на ноге или чуть позже ступни, но ей операцию вовремя не сделали, 
так как когда она была в сознании, то она отказывалась от жизненно необходимой операции, а когда у неё отключилось сознание, то было уже поздно и ампутация не помогла.

## Творчество

### Конкурсы
- «Утренняя звезда»
- «Big Apple-95»

### Телевидение
- «Там-там новости» (РТР, 1992) — ведущая
- «Два рояля» (РТР, 2002) — участница
- «Последний герой» (4 сезон) (Первый канал, 2003) — участница
- «Угадай мелодию» (Первый канал, 2003) — участница
- «Пан или пропал» (Первый канал, 2005) — участница
- «Субботний вечер» (Россия, с апреля 2005 по декабрь 2007 года) — ведущая
- «Игры разума» (НТВ, 2005) — участница
- «Сто к одному» (Россия, 2005, 2006, 2015) — участница
- «Фестиваль патриотической песни» — ведущая
- «50 блондинок» (Россия, 2008) — участница
- «Детская Новая волна» (жюри 2009)
- «Кто хочет стать Максимом Галкиным?» (Россия-1, 2010) — участница
- «Наедине со всеми» с Юлией Меньшовой (Первый канал, 18 ноября 2013) — гость
- «Один в один!» (Россия-1, 2 сезон (2014) — участница, 5 сезон (2019) — наставник)
- «Наш выход!» (Россия-1, 2 сезон, 2014) — наставник
- «Десять миллионов» (Россия-1, 2014) — участница
- «Большой вопрос» (СТС, 2014) — участница
- «Устами младенца» (НТВ, 2014) — участница
- «Два голоса» (СТС, 2015) — ведущая
- «Человек-невидимка» (ТВ-3, 7 апреля 2017) — участница
- «Судьба человека» с Борисом Корчевниковым (Россия-1, 24 августа 2018) — гость
- «Игра в кино» (Мир, 17 апреля 2018, 28 декабря 2018) — участница
- «Ты супер!» (НТВ, 17 марта 2019) — гость
- «Битва талантов» (СТС Love, 2019) — член жюри (программа вышла в эфир после смерти)

### Фильмография
- 2000 — Формула счастья — саундтреки
- 2001 — Бременские музыканты & Co — партия принцессы
- 2001 — Герой её романа — Ольга Качалова
- 2004 — Бомба для невесты — Светлана
- 2005 — Три мушкетёра — Констанция
- 2007 — Любовь — не шоу-бизнес — камео

### Дискография
- 1995 — «Ах, школа, школа»
- 2005 — «Детский альбом» (переиздание альбома «Ах, школа, школа»)
- 2005 — «Музыка любви»
- 2006 — «Давай поговорим о любви»
- 2006 — «Разные песни о главном»
- 2008 — «Лучшие песни». Песни Юлии и Виктора Началовых
- 2012 — «Непридуманные истории „Делюкс“»
- 2013 — «Дикая бабочка» («Wild Butterfly»)
- 2025 — «Вера»[69]

### Клипы
- 1992 — «Учитель»
- 1992 — «Девчонка и мальчишка»
- 1996 — «Дюймовочка»
- 1998 — «Герой не моего романа»
- 2002 — «Для тебя» (совместно с «Не замужем», «Дайкири», «Белый шоколад», Мисс Ти и «Пропаганда»)[70][71]
- 2004 — «Белая сирень» (дуэт с Наташей Королёвой)
- 2005 — «Любить тебя»
- 2008 — «Поднимем якоря»[72]
- 2008 — «Я не твоя»[73] (музыка Виктора Началова, стихи Сергея Соколкина)
- 2008 — «Для тебя»
- 2013 — «Буду рядом»
- 2014 — «Dangerous»
- 2015 — «Жди меня» (при уч. Уолтера Афанасьева)[74]
- 2016 — «Вдаль за горизонт» (дуэт с MC Jamay при уч. Ларисы Долиной)
- 2018 — «Я выбираю»

## Память
Ряд творческих деятелей выступил с инициативой увековечить память Началовой. 17 марта 2019 года в Мосгордуме прокомментировали идею установления памятной таблички в Москве.
Давайте смотреть по тем предложениям, которые поступят. Если поступят, тогда почему нет.— депутат Московской городской думы Евгений Герасимов
К сорокалетию со дня рождения Юлии Началовой был выпущен эксклюзивный документально-игровой фильм «Подлинная история Юлии Началовой», созданный в соавторстве с родителями певицы. Он прошёл по Первому каналу в рамках проекта «Док-ток». Роль Юлии Началовой исполнила актриса и певица Марина Орлова.

### Книги
- 2020 — Юлия Началова. Письма отца к дочери — Владимирова Антонина Васильевна (тётя Юлии, сестра отца), Началов Виктор Васильевич ISBN 978-5-17-120608-6